# Bundesautobahn 922
Pour les articles homonymes, voir A922.
La Bundesautobahn 922 était le projet d'une Bundesautobahn dans le Land de Bavière.

## Histoire
L'A 922 était le nom du projet d'une autoroute prévue au nord de Munich. Pendant un certain temps, il était prévu de relier la Bundesautobahn 92 jusqu'à Munich vers la Bundesautobahn 921, autre projet d'autoroute. Le tracé de l'actuelle A 92 entre l'échangeur de l'aéroport de Munich et l'échangeur de Munich-Feldmoching aurait alors été rebaptisé A 922.